# Lixophaga punctata
Lixophaga punctata là một loài ruồi trong họ Tachinidae.